# Filippico
Filippico (gr. Φιλιππικός; fl. anni 580-610 circa) è stato un generale bizantino, comes Excubitorum, e cognato dell'Imperatore Maurizio. Ottenne numerosi successi contro i Persiani.

## Vita e carriera

### Sotto Maurizio
Si sa poco sui primi anni di vita. Si sposò con la sorella di Maurizio, Gordia, probabilmente nel 583, e venne a un certo punto elevato al rango di patricius. Nello stesso tempo, venne assunto come comes Excubitorum (Comandante delle guardie imperiali), e nel 584, sostituì Giovanni Mystacon come magister militum per orientem, diventando quindi il comandante delle legioni orientali in guerra contro i Persiani.
Condusse numerose campagne nel 584 e nel 585, saccheggiando i dintorni di Nisibi, e effettuando alcune incursioni nelle regioni dell'Arzanene e della Mesopotamia orientale. Al contempo, tentò di migliorare la disciplina e l'efficienza delle sue truppe.
Svernò nel 585-586 a Costantinopoli, e ritornò ai suoi quartieri generali a Amida in primavera. Dopo che vennero respinte alcune proposte di pace da parte dei Persiani, avanzò con le sue truppe verso la frontiera, dove sconfisse un superiore esercito persiano nella Battaglia di Solachon. In seguito invase e saccheggiò l'Arzanene e assediò la fortezza di Chlomaron. Tuttavia, l'avvicinarsi di un esercito persiano mise in panico i Romani, che si ritirarono in disordine in territorio romano. Qui, probabilmente per malattia, affidò il comando del suo esercito al suo hypostrategos (generale luogotenente) Eraclio, il padre del futuro imperatore Eraclio. Nella primavera del 587, cadde di nuovo malato. Affidò due terzi del suo esercito a Eraclio e il resto ai generali Teodoro e Andrea, e li inviò a saccheggiare i territori persiani. A causa della sua malattia, non poté partecipare alle campagne militari in quell'anno, e in inverno, tornò a Costantinopoli. Venne sostituito da Prisco.
Tuttavia, quando Prisco arrivò in Oriente, i soldati rifiutarono di obbedirgli, e al suo posto elessero generale Germano. Filippico, che venne ben presto riassunto come comandante d'Oriente, poté assumere il comando solo dopo che l'ammutinamento venne sedato grazie all'intervento del Patriarca di Antiochia. Dopo essersi riconciliato con le sue truppe, nell'estate del 589 tentò di riconquistare Martiropoli, che era caduta recentemente in mano persiana a causa di un tradimento. La spedizione tuttavia non ebbe successo. Dopo questo fallimento, venne sostituito da Comenziolo.
Fatta eccezione per una missione diplomatica nel 590, Filippico scompare dalla scena per alcuni anni. Nel 598, venne per un breve periodo nominato generale delle legioni a difesa dei Balcani.

### Sotto Foca e Eraclio
Nel 602, Filippico viene sospettato di voler complottare contro Maurizio, dato che una profezia affermava che il nome del successore di Maurizio sarebbe iniziato con una Φ (Phi). Invece poco dopo, Maurizio venne deposto e ucciso da una rivolta condotta da Foca. In quanto cognato di Maurizio, Filippico venne costretto a farsi monaco e a entrare in un monastero a Crisopoli. Era ancora in quel monastero quando Eraclio rovesciò Foca nel 610, e venne inviato dal nuovo imperatore a negoziare con il fratello di Focas, Comenziolo, che comandava l'esercito orientale. Venne imprigionato da Comenziolo e doveva essere giustiziato, ma l'assassinio di Comenziolo gli salvò la vita.
Nel 612, Eraclio lo nominò magister militum per Orientem; Filippico combatté contro i Persiani in Armenia. Nel 614, quando un esercito persiano sotto il comando di Shahin invase l'Asia Minore e raggiunse le coste del Bosforo a Calcedonia, Filippico invase la Persia, sperando che Shahin, venuto a sapere della mossa di Filippico, si ritirasse dall'Anatolia per confrontarsi con lui.
Filippico morì poco dopo, e venne sepolto in una chiesa che aveva costruito a Crisopoli.

## Autore delloStrategikon?
Filippico è uno dei possibili autori dello Strategikon, avendo avuto il tempo e l'opportunità di scriverlo, dopo il 603, mentre era in monastero, ma sembra più certo che venne scritto dall'imperatore bizantino Maurizio (582-602).